# جوناثان راميريز
جوناثان راميريز (بالإسبانية: Jonathan Ramírez)‏ (18 ديسمبر 1990 في الأوروغواي - ) هو لاعب كرة قدم أوروغواني في مركز الهجوم. لعب مع ريفر بليت وفيليز سارسفيلد ونادي سبورتينغ كريستال وناسيونال مونتيفيديو وTacuarembó F.C. ‏.

## وصلات خارجية
- جوناثان راميريز على موقع إي إس بي إن إف سي (الإنجليزية)
- جوناثان راميريز على موقع قاعدة بيانات كرة القدم.إي يو (الإنجليزية)
- جوناثان راميريز على موقع Soccerway.com (الإنجليزية)